# Ain't Love Awful?
Ain't Love Awful? è un cortometraggio muto del 1923 diretto da Eugene De Rue.

## Produzione
Il film fu prodotto dalla Century Film.

## Distribuzione
Distribuito dall'Universal Pictures, il film - un cortometraggio in due bobine - uscì nelle sale cinematografiche USA il 16 maggio 1923.